# Prémios Emmy do Primetime de 2010
A 62.ª edição anual dos Prémios Emmy do Primetime (no original, 62nd Annual Primetime Emmy Awards), apresentada pela Academia Nacional de Artes e Ciências Televisivas, foi realizada no dia 29 de agosto de 2010 no teatro Nokia Theatre, em Los Angeles, Califórnia. Transmitida pela NBC, a cerimônia foi apresentada pelo comediante e apresentador Jimmy Fallon e foi a primeira a ser transmitida simultaneamente tanto para Costa Leste quanto para a Costa Oeste dos Estados Unidos.

## Indicados e vencedores
Anunciados em 29 de agosto de 2010, os vencedores estão destacados abaixo:

### Programas
| Melhor série dramática - Mad Men (AMC) - Breaking Bad (AMC) - Dexter (Showtime) - The Good Wife (CBS) - Lost (ABC) - True Blood (HBO)                                                                                            | Melhor série de comédia - Modern Family (ABC) - 30 Rock (NBC) - Curb Your Enthusiasm (HBO) - Glee (Fox) - Nurse Jackie (Showtime) - The Office (NBC)                     |
| Melhor minissérie - The Pacific (HBO) - Return to Cranford (PBS) | Melhor Telefilme - Temple Grandin (HBO) - Endgame (PBS) - Georgia O'Keeffe (Lifetime) - Moon Shot (History) - The Special Relationship (HBO) - You Don't Know Jack (HBO) |
| Melhor Programa de Variedades - The Daily Show with Jon Stewart (Comedy Central) - The Colbert Report (Comedy Central) - Real Time with Bill Maher (HBO) - Saturday Night Live (NBC) - The Tonight Show with Conan O'Brien (NBC) | Melhor reality show de competição - Top Chef (Bravo) - The Amazing Race (CBS) - American Idol (Fox) - Dancing with the Stars (ABC) - Project Runway (Lifetime)           |

### Atuações

#### Protagonistas
| Melhor ator em série dramática - Bryan Cranston como Walter White no episódio "Full Measure" de Breaking Bad (AMC) - Kyle Chandler como Eric Taylor no episódio "East of Dillon" de Friday Night Lights (The 101 Network/NBC) - Matthew Fox como Jack Shephard no episódio "The End" de Lost (ABC) - Michael C. Hall como Dexter Morgan no episódio "The Getaway" de Dexter (Showtime) - Jon Hamm como Don Draper no episódio "The Gypsy and the Hobo" de Mad Men (AMC) - Hugh Laurie pelo papel do Dr. Gregory House no episódio "Broken" de House (Fox)     | Melhor atriz em série dramática - Kyra Sedgwick como Brenda Leigh Johnson no episódio "Maternal Instincts" de The Closer (TNT) - Connie Britton como Tami Taylor no episódio "After the Fall" de Friday Night Lights (The 101 Network/NBC) - Glenn Close como Patricia "Patty" Hewes no episódio "Your Secrets Are Safe" de Damages (FX) - Mariska Hargitay como Olivia Benson no episódio "Perverted" de Law & Order: Special Victims Unit (NBC) - January Jones como Betty Draper no episódio "The Gypsy and the Hobo" de Mad Men (AMC) - Julianna Margulies como Alicia Florrick no episódio "Threesome" de The Good Wife (CBS) |
| Melhor ator em série de comédia - Jim Parsons como Sheldon Cooper no episódio "The Pants Alternative" de The Big Bang Theory (CBS) - Alec Baldwin como Jack Donaghy no episódio "Don Geiss, America, and Hope" de 30 Rock (NBC) - Steve Carell como Michael Scott no episódio "The Cover Up" em The Office (NBC) - Larry David como Larry David no episódio "Seinfled" de Curb Your Enthusiasm (HBO) - Matthew Morrison como Will Schuester no episódio "Mash Up" de Glee (Fox) - Tony Shalhoub como Adrian Monk no episódio "Monk and the End" de Monk (USA) | Melhor atriz em série de comédia - Edie Falco como Jackie Peyton no episódio "Pilot" de Nurse Jackie (Showtime) - Toni Collette como Tara Gregson no episódio "Tornado" de United States of Tara (Showtime) - Tina Fey como Liz Lemon no episódio "Dealbreakers Talk Show #0001" de 30 Rock (NBC) - Julia Louis-Dreyfus como Christine Campbell no episódio "I Love What You Do for Me" de The New Adventures of Old Christine (CBS) - Lea Michele como Rachel Berry no episódio "Sectionals" de Glee (Fox) - Amy Poehler como Leslie Knope no episódio "Telethon" de Parks and Recreation (NBC)                                   |
| Melhor ator em minissérie ou telefilme - Al Pacino como Dr. Jack Kevorkian em You Don't Know Jack (HBO) - Jeff Bridges como Jon Katz em A Dog Year (HBO) - Ian McKellen como Two em The Prisoner (AMC) - Dennis Quaid como Bill Clinton em The Special Relationship (HBO) - Michael Sheen como Tony Blair em The Special Relationship (HBO) | Melhor atriz em minissérie ou telefilme - Claire Danes como Temple Grandin em Temple Grandin (HBO) - Joan Allen como Georgia O'Keeffe em Georgia O’Keeffe (Lifetime) - Hope Davis como Hillary Clinton em The Special Relationship (HBO) - Judi Dench como Miss Matty em Return to Cranford (PBS) - Maggie Smith como Mary Gilbert em Capturing Mary (HBO) |

#### Coadjuvantes
| Melhor ator coadjuvante em série dramática - Aaron Paul como Jesse Pinkman no episódio "Half Measures" de Breaking Bad (AMC) - Andre Braugher como Owen no episódio "Powerless" de Men of a Certain Age (TNT) - Michael Emerson como Benjamin Linus no episódio "Dr. Linus" de Lost (ABC) - Terry O'Quinn como John Locke/Homem de Preto no episódio "The Substitute" de Lost (ABC) - Martin Short como Leonard Winstone no episódio "You Haven't Replaced Me Yet" de Damages (FX) - John Slattery como Roger Sterling no episódio "The Gypsy and the Hobo" de Mad Men (AMC)                                     | Melhor atriz coadjuvante em série dramática - Archie Panjabi como Kalinda Sharma no episódio "Hi" de The Good Wife (CBS) - Christine Baranski como Diane Lockhart no episódio "Bang" de The Good Wife (CBS) - Rose Byrne como Ellen Parsons no episódio "Your Secrets Are Safe" de Damages (FX) - Sharon Gless como Madeline Westen no episódio "Devil You Know" de Burn Notice (USA) - Christina Hendricks como Joan Harris no episódio "Guy Walks Into An Advertising Agency" de Mad Men (AMC) - Elisabeth Moss como Peggy Olson no episódio "Love Among the Ruins" de Mad Men (AMC)                                           |
| Melhor ator coadjuvante em série de comédia - Eric Stonestreet como Cameron Tucker no episódio "Fizbo" de Modern Family (ABC) - Ty Burrell como Phil Dunphy no episódio "Game Changer" de Modern Family (ABC) - Chris Colfer como Kurt Hummel no episódio de Glee for episode "Laryngitis" (Fox) - Jon Cryer como Alan Harper no episódio "Captain Terry's Spray-On Hair" de Two and a Half Men (CBS) - Jesse Tyler Ferguson como Mitchell Pritchett no episódio "Family Portrait" de Modern Family (ABC) - Neil Patrick Harris como Barney Stinson no episódio "Girls vs. Suits" de How I Met Your Mother (CBS) | Melhor atriz coadjuvante em série de comédia - Jane Lynch como Sue Sylvester no episódio "The Power of Madonna" de Glee (Fox) - Julie Bowen como Claire Dunphy no episódio "My Funky Valentine" de Modern Family (ABC) - Jane Krakowski como Jenna Maroney no episódio "Black Light Attack" de 30 Rock (NBC) - Holland Taylor como Evelyn Harper no episódio "Give Me Your Thumb" de Two and a Half Men (CBS) - Sofía Vergara como Gloria Delgado-Pritchett no episódio "Not In My House" de Modern Family (ABC) - Kristen Wiig pelos papéis interpretados no episódio apresentado por James Franco em Saturday Night Live (NBC) |
| Melhor ator coadjuvante em minissérie ou telefilme - David Strathairn como Dr. Carlock em Temple Grandin (HBO) - Michael Gambon como Mr. Woodhouse em Emma (PBS) - John Goodman como Neal Nicol em You Don't Know Jack (HBO) - Jonathan Pryce como Mr. Buxton em Return to Cranford (PBS) - Patrick Stewart como Fantasma/Claudius em Hamlet (PBS) | Melhor atriz coadjuvante em minissérie ou telefilme - Julia Ormond como Eustacia Grandin em Temple Grandin (HBO) - Kathy Bates como Rainha de Copas em Alice (Syfy) - Catherine O'Hara como Tia Ann em Temple Grandin (HBO) - Susan Sarandon como Janet Good em You Don't Know Jack (HBO) - Brenda Vaccaro como Margo Janus em You Don't Know Jack (HBO) |

### Direção
| Melhor direção em série de comédia - Ryan Murphy por Glee (Episódio: "Pilot") (Fox) - Paris Barclay por Glee (Episódio: "Wheels") (Fox) - Allen Coulter por Nurse Jackie (Episódio: "Pilot") (Showtime) - Don Scardino por 30 Rock (Episódio: "I Do Do") (NBC) - Jason Winer por Modern Family (Episódio: "Pilot") (ABC) | Melhor direção em série dramática - Steve Shill por Dexter (Episódio: "The Getaway") (Showtime) - Jack Bender por Lost (Episódio: "The End") (ABC) - Leslie Linka Glatter por Mad Men (Episódio: "Guy Walks Into an Advertising Agency") (AMC) - Agnieszka Holland por Treme (Episódio: "Do You Know What It Means") (HBO) - Michelle MacLaren por Breaking Bad (Episódio: "One Minute") (AMC) |
| Melhor direção em especial de variedades, música ou comédia - Bucky Gunts por Cerimônia de abertura dos Jogos Olímpicos de Inverno de 2010 (NBC) - Joel Gallen por The 25th Anniversary Rock and Roll Hall of Fame Concert (HBO) - Louis J. Horvitz por The Kennedy Center Honors (CBS) - Ron de Moraes por In Performance at the White House: A Celebration of Music from the Civil Rights Movement (PBS) - Glenn Weiss por 63rd Tony Awards (CBS) | Melhor direção em minissérie, telefilme ou especial dramático - Mick Jackson por Temple Grandin (HBO) - Bob Balaban por Georgia O'Keeffe (Lifetime) - Barry Levinson por You Don't Know Jack (HBO) - David Nutter e Jeremy Podeswa por The Pacific (Episódio: "Iwo Jima") (HBO) - Tim Van Patten por The Pacific (Episódio: "Okinawa") (HBO)                                                   |

### Roteiros
| Melhor roteiro em série de comédia - Steven Levitan e Christopher Lloyd por Modern Family (Episódio: "Pilot") (ABC) - Ian Brennan, Brad Falchuk e Ryan Murphy por Glee (Episódio: "Pilot") (Fox) - Kay Cannon e Tina Fey por 30 Rock (Episódio: "Lee Marvin vs. Derek Jeter") (NBC) - Greg Daniels e Mindy Kaling por The Office (Episódio: "Niagara") (NBC) - Matt Hubbard por 30 Rock (Episódio: "Anna Howard Shaw Day") (NBC) | Melhor roteiro em série dramática - Erin Levy e Matthew Weiner por Mad Men (Episódio: "Shut the Door. Have a Seat.") (AMC) - Carlton Cuse e Damon Lindelof por Lost (Episódio: "The End") (ABC) - Rolin Jones por Friday Night Lights (Episódio: "The Son") (NBC) - Michelle King e Robert King por The Good Wife (Episódio: "Pilot") (CBS) - Robin Veith e Matthew Weiner por Mad Men (Episódio: "Guy Walks Into an Advertising Agency") (AMC) |
| Melhor roteiro em especial de variedades, música ou comédia - 63rd Tony Awards (CBS) - 82nd Academy Awards (ABC) - Bill Maher ...But I'm Not Wrong (HBO) - The Kennedy Center Honors (CBS) - Wanda Sykes: I'ma Be Me (HBO) | Melhor roteiro em minissérie, telefilme ou especial dramático - Adam Mazer por You Don't Know Jack (HBO) - Michelle Ashford e Robert Schenkkan por The Pacific (Episódio: "Iwo Jima") (HBO) - William Merritt Johnson e Christopher Monger por Temple Grandin (HBO) - Bruce C. McKenna e Robert Schenkkan por The Pacific (Episódio: "Home") (HBO) - Peter Morgan por The Special Relationship (HBO)                                            |